# Carabodes labyrinthicus
Carabodes labyrinthicus är en kvalsterart som först beskrevs av Michael 1879.  Carabodes labyrinthicus ingår i släktet Carabodes och familjen Carabodidae. Arten är reproducerande i Sverige. Inga underarter finns listade.